# Le Mariage de Betsy
Pour plus de détails, voir Fiche technique et Distribution.
Le Mariage de Betsy (Betsy's Wedding) est un film américain réalisé par Alan Alda, sorti en 1990.

## Synopsis
Eddie Hopper est un entrepreneur en construction de Long Island à New York et a deux filles d'âge adulte. L'une d'elles, Betsy, est sur le point de se marier.
L'argent se fait rare chez les Hopper, mais Eddie, contre l'avis de son épouse Lola, décide qu'il est important de tenir un mariage luxueux afin d'impressionner la famille riche de l'homme que Betsy va marier. Chacun dans la famille donne ses conseils à Eddie, incluant le fantôme de son père.
La construction d'une nouvelle maison par Eddie ajoute à ses tracas et à ses problèmes financiers. En désespoir de cause, il se tourne vers son beau-frère corrompu, Oscar, qui finit par mêler Eddie à des usuriers. Un jeune homme du nom de Stevie Dee est envoyé pour surveiller Eddie, mais il se met plutôt à admirer Connie Hopper, qui n'est pas qu'une policière mais aussi la sœur de la fiancée.
Le mariage de Betsy se déroule finalement comme prévu, mais est perturbé par une pluie torrentielle.

## Distribution
- Alan Alda (VF : Jean-Luc Kayser) : Eddie Hopper
- Madeline Kahn (VF : Perrette Pradier) : Lola Hopper
- Molly Ringwald : Betsy Hopper
- Ally Sheedy (VF : Laurence Crouzet) : Connie Hopper
- Joe Pesci (VF : Jacques Marin) : Oscar
- Anthony LaPaglia (VF : Julien Kramer) : Stevie Dee
- Catherine O'Hara (VF : Pauline Larrieu) : Gloria
- Burt Young (VF : Henry Djanik) : Georgie
- Joey Bishop (VF : Jean Michaud) : Mr. Hopper
- Dylan Walsh (VF : David Kruger) : Jake Lovell
- Julie Bovasso (VF : Liliane Gaudet) : Grandma